# Winter Thrice
Winter Thrice deseti je studijski album norveškog metal sastava Borknagar. Album je 22. siječnja 2016. objavila diskografska kuća Century Media Records.
Album je značajan zbog pojave (a do albuma The Olden Domain i izvornog pjevača skupine) Garma kao gostujućeg pjevača na pjesmama "Winter Thrice" i "Terminus".

## Popis pjesama
| 1.    | »The Rhymes of the Mountain« | Øystein G. Brun | Brun    | 6:41 |
| 2.    | »Winter Thrice«              | Brun            | Brun    | 6:13 |
| 3.    | »Cold Runs the River«        | Vintersorg      | Brun    | 5:52 |
| 4.    | »Panorama«                   | Lars Nedland    | Nedland | 5:51 |
| 5.    | »When Chaos Calls«           | Vintersorg      | Brun    | 7:02 |
| 6.    | »Erodent«                    | Brun            | Brun    | 6:56 |
| 7.    | »Noctilucent«                | Vintersorg      | Brun    | 3:54 |
| 8.    | »Terminus«                   | Vintersorg      | Brun    | 7:07 |
| 49:38 |                              |                 |         |      |

| Bonus pjesma s digipak inačice | Bonus pjesma s digipak inačice | Bonus pjesma s digipak inačice | Bonus pjesma s digipak inačice | Bonus pjesma s digipak inačice | Bonus pjesma s digipak inačice | Bonus pjesma s digipak inačice | Bonus pjesma s digipak inačice | Bonus pjesma s digipak inačice | Bonus pjesma s digipak inačice |
| Br.                            | Skladba                        | Tekstopisac                    | Skladatelj                     | Trajanje                       |                                |                                |                                |                                |                                |
| ------------------------------ | ------------------------------ | ------------------------------ | ------------------------------ | ------------------------------ | ------------------------------ | ------------------------------ | ------------------------------ | ------------------------------ | ------------------------------ |
| 9.                             | »Dominant Winds«               | Vintersorg                     | Brun                           | 7:18                           |                                |                                |                                |                                |                                |
| 56:57                          |                                |                                |                                |                                |                                |                                |                                |                                |                                |

## Zasluge
| Borknagar - Vintersorg – vokali - ICS Vortex – bas-gitara, vokali - Lars A. Nedland – klavijature, vokali - Øystein G. Brun – gitara, produkcija - Jens F. Ryland – gitara - Baard Kolstad – bubnjevi | Dodatni glazbenici - Kristoffer 'Fiery G.' Rygg – vokali (na pjesmama "Winter Thrice" i "Terminus") - Simen Daniel Børven – bas-gitara - Pål 'Athera' Mathiesen – vokali (na pjesmi "Erodent") Ostalo osoblje - Jens Bogren – miksanje i mastering |

## Vanjske poveznice
- "Winter Thrice" na discogs.com